# Habiba Sadou
Habiba Sadou (arabe : حبيبة سعدو), née le 1er novembre 1986, est une footballeuse internationale algérienne évoluant au poste de défenseure pour Afak Relizane    . Elle participe au Coupe d'Afrique des Nations féminine 2018,.